# Freier Fall

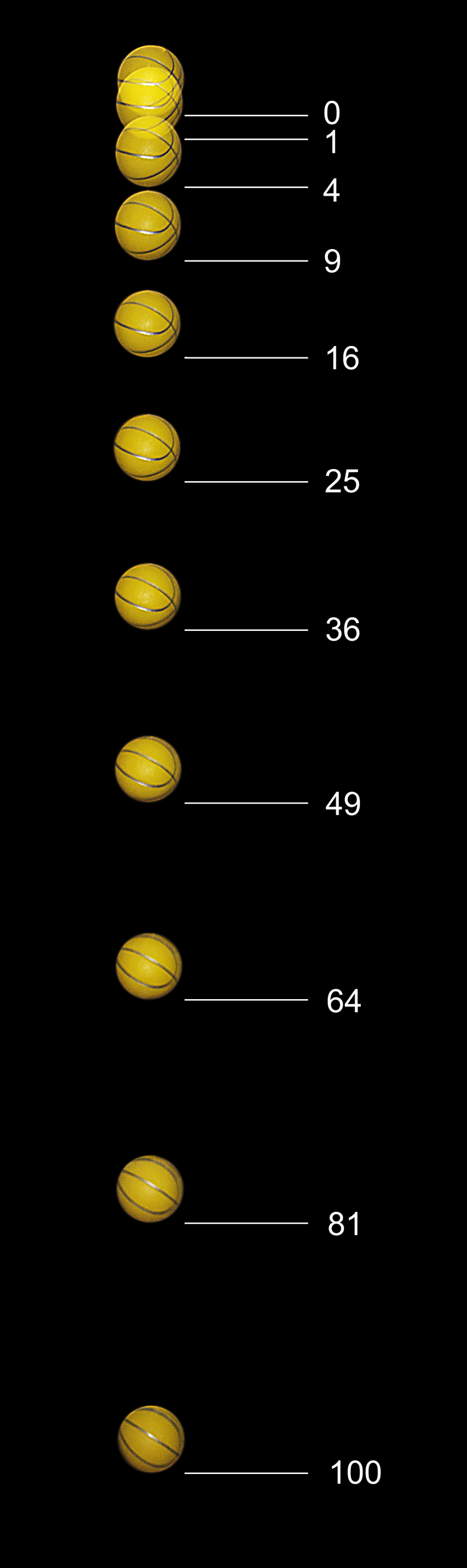
Freier Fall in stroboskopischer Mehrfachbelichtung: Der Ball fällt ab der zweiten Zeitspanne um jeweils zwei Längen mehr als in der vorherigen Zeitspanne (konstante Beschleunigung). Die Gesamtstrecke wächst wie.

Der freie Fall ist in der klassischen Mechanik die Bewegung eines Körpers, bei der außer der Schwerkraft keine weiteren Kräfte wirken. Je nach Betrag und Richtung der Anfangsgeschwindigkeit beschreibt der Körper verschiedene Bahnen. Die Umgangssprache versteht unter dem „freien Fall“ vorwiegend die beschleunigte Bewegung senkrecht nach unten, die sich ergibt, wenn der Körper vorher in Ruhe war. Hat er eine Anfangsgeschwindigkeit {\displaystyle v}, die nicht in der Richtung der Schwerkraft liegt, ergibt sich eine Keplerbahn, die bei nicht zu großer Geschwindigkeit als Wurfparabel bezeichnet wird.
Über die Ursache und den genauen Ablauf des freien Falls von Körpern wurden schon in der Antike Spekulationen angestellt. Doch erst Anfang des 17. Jahrhunderts führte Galileo Galilei Messungen durch. Diese ergaben, dass im Schwerefeld der Erde die Bewegung im freien Fall gleichmäßig beschleunigt ist und darüber hinaus unabhängig von Material, Masse und Form des Körpers. Letzteres ist Inhalt des schwachen Äquivalenzprinzips.
Auf der Erde wirkt auf einen fallenden Körper außer dem Schwerefeld im Allgemeinen auch der Luftwiderstand. Dieser kann bei einfachen Fallexperimenten aufgrund der geringen Geschwindigkeiten und der kurzen Zeiten noch vernachlässigt werden, sodass eine gleichmäßig beschleunigte Bewegung mit der Fallbeschleunigung von etwa {\displaystyle g=9{,}81\ \mathrm {m/s^{2}} } festgestellt wird. Bei zunehmender Fallgeschwindigkeit verringert der Luftwiderstand die weitere Beschleunigung, bis (asymptotisch) eine konstante Grenzgeschwindigkeit erreicht wird. Diese Grenzgeschwindigkeit hängt von der Masse und der Form des fallenden Körpers ab und bestimmt sich aus dem Verhältnis von Gewicht zu Querschnittsfläche. Bei gleichem Material fallen daher größere Kugeln (z. B. Regentropfen) schneller als kleinere (z. B. Nebeltröpfchen). Besonders niedrig ist die Grenzgeschwindigkeit bei einem Körper, der leicht ist (z. B. Staubkorn) oder eine große Querschnittsfläche hat (z. B. Laubblatt, Fallschirm). Abweichungen vom freien Fall sind Gegenstand der Außenballistik.
Albert Einstein nahm für seine allgemeine Relativitätstheorie an, das natürliche Bezugssystem sei nicht das, in dem die Erde ruht und die Schwerkraft wirkt, sondern das, in dem der frei fallende Körper ruht. Darin ist der freie Fall völlig kräftefrei, der Körper also „schwerelos“. Die im Bezugssystem der Erde festzustellende Gravitationskraft wird damit zu einer Scheinkraft erklärt. Aus dem einsteinschen starken Äquivalenzprinzip folgt, dass auch Licht „fällt“ – es breitet sich im beschleunigt fallenden Bezugssystem geradlinig aus, was experimentell bestätigt ist.

## Geschichte

### Antike
Im Zusammenhang mit dem Problem der Bewegung von Körpern betrachtete der griechische Philosoph Aristoteles im 4. Jahrhundert v. Chr. Körper in einem Medium wie Wasser: Schwere Körper bewegen sich wegen „ihrer Schwere“ nach unten, leichte wegen „ihrer Leichtigkeit“ nach oben („schwer“ und „leicht“ bedeuten hier: größeres bzw. kleineres spezifisches Gewicht als Wasser), und dies offenbar mit konstanter Geschwindigkeit. Im gleichen Medium sinken daher schwerere Körper schneller zu Boden als weniger schwere, und in verschiedenen Medien ist die Geschwindigkeit umgekehrt proportional zum Widerstand des Mediums. In einem leeren Raum ohne Medium müsste die Sinkgeschwindigkeit dann unendlich groß sein, also könne es so ein „Vakuum“ nicht geben. Diese Auffassungen wurden von den spätantiken, arabischen und scholastischen Gelehrten auf Bewegungen aller Art ausgedehnt, obwohl sie nicht den Erfahrungen beim Werfen und Fallen in Luft entsprechen und daher als allgemeine Eigenschaft des freien Falles auch bezweifelt wurden. So beschrieb schon um 55 v. Chr. der römische Dichter und Philosoph Lukrez in seinem Werk De rerum natura („Über die Natur der Dinge“), dass fallende Objekte nur durch Widerstand des Mediums gebremst werden, und daher leichte Körper langsamer, im Vakuum aber alle Körper gleich schnell fallen müssen.
Durch Simplikios (ca. 485 – 550 n. Chr.) ist überliefert, dass bereits Straton von Lampsakos (340 – 268 v. Chr.) aufgrund der Tropfenbildung von Wasser beim Fall von einem Dach eine beschleunigte Bewegung geschlussfolgert hatte.

### Renaissance
Giovanni Battista Benedetti zeigte 1554 anhand eines Gedankenexperiments zum freien Fall von zwei einzelnen bzw. zwei miteinander verbundenen Kugeln, dass die Geschwindigkeit nicht von dem Quotienten aus Gewicht und Widerstand abhängen kann, sondern von der Differenz der spezifischen Gewichte von Körper und Medium. In einem Vakuum müssten dann alle Körper gleicher Dichte gleich schnell fallen. Dies wurde für das Medium Luft 1586 von Simon Stevin durch eines der ersten entscheidenden Experimente der neuzeitlichen Naturwissenschaft bestätigt, indem er zwei verschieden schwere Bleikugeln beim gleichzeitigen Fall aus etwa 10 m Höhe auch gleichzeitig unten aufschlagen hörte. Galilei, dem häufig die erstmalige Ausführung dieses Experiments einige Jahre danach am schiefen Turm von Pisa zugeschrieben wurde, hat es wahrscheinlich nie gemacht.

### Galileis Fallgesetze
Dagegen war Galileo Galilei in seiner Schrift De Motu („Über die Bewegung“) von etwa 1590 noch auf der Seite von Aristoteles: „Wenn man eine Kugel von Blei und eine von Holz von einem hohen Turm fallen läßt, bewegt sich das Blei weit voraus.“ Erst nach seinen Experimenten an der schiefen Ebene, mit genauen Messungen und deren mathematischer Analyse war Galilei 1609 in der Lage, den freien Fall mathematisch korrekt zu beschreiben und damit die aristotelische Beschreibung zu widerlegen. Er hatte dabei noch keinen genauen Zeitmesser und verlangsamte deshalb die Bewegung, indem er eine Kugel eine Fallrinne hinabrollen ließ. Als Zeitmesser diente z. B. eine genaue Waage für die Wassermenge, die während des Durchlaufens einer bestimmten Wegstrecke aus einem Eimer in einem dünnen Strahl in einen Becher geflossen war. Er nutzte auch seinen Puls sowie die Fähigkeit des Gehörs, die Genauigkeit des Rhythmus periodischer Geräusche zu beurteilen. In seinem letzten Werk legt Galilei Salviati, der Personifizierung seiner damals aktuellen Ansichten, folgende Zusammenfassung in den Mund:

“veduto, dico, questo, cascai in opinione che se si levasse totalmente la resistenza del mezzo, tutte le materie descenderebbero con eguali velocità”

„Angesichts dessen, sage ich, käme ich zu der Überzeugung, dass, wenn man den Widerstand des umgebenden Mediums ganz aufhöbe, alle Stoffe mit derselben Geschwindigkeit fallen würden.“

Dieses Spätwerk Galileis wird auch deshalb als Beginn der klassischen Physik gewürdigt, weil hier die „Galileischen Fallgesetze“ dargestellt werden: Im Vakuum fallen alle Körper gleich schnell, und ihre Bewegung ist gleichförmig beschleunigt. Anders ausgedrückt: Ihre Fallgeschwindigkeit ist proportional zur Fallzeit, der Fallweg proportional zum Quadrat der Fallzeit. Die Beschleunigung ist dabei am selben Ort für alle Körper gleich groß.

### Newtons Gravitationsgesetz
Isaac Newton formulierte dann – in den 1687 veröffentlichten Philosophiae Naturalis Principia Mathematica – ein einheitliches Gravitationsgesetz. Mit Hilfe des ihm zu Ehren benannten Newtonschen Gravitationsgesetzes lassen sich nun sowohl die Umlaufbahnen der Monde und Planeten erklären als auch der freie Fall von Objekten auf der Erde. Über die Angabe dieses mathematischen Gesetzes hinaus enthielt Newton sich aller weitergehenden Erklärungen, warum die Gravitationskraft allen Körpern am selben Ort die gleiche Beschleunigung erteilt, unabhängig von ihrer stofflichen und sonstigen Beschaffenheit. Eine tiefergehende Beschreibung der Gravitation wurde erst im Rahmen der allgemeinen Relativitätstheorie gefunden.

## Freier Fall im homogenen Feld
Ein anfangs in Ruhe befindlicher Körper fällt im homogenen Feld senkrecht nach unten mit einer konstanten Fallbeschleunigung {\displaystyle g}. Bei einer nach unten zeigenden Koordinatenachse {\displaystyle s} sind die Vorzeichen von {\displaystyle g} und der Geschwindigkeit {\displaystyle v} positiv. Wählt man als Startpunkt den Koordinatenursprung {\displaystyle s=0} und als Startzeit {\displaystyle t=0}, dann lauten die Formeln für die Geschwindigkeit {\displaystyle v(t)} zum Zeitpunkt t und für den zu diesem Zeitpunkt zurückgelegten Weg {\displaystyle s(t)}
{\displaystyle v(t)=gt},
{\displaystyle s(t)={\frac {1}{2}}gt^{2}}.
Daraus ergeben sich die Fallzeit und die Endgeschwindigkeit nach Zurücklegen einer Fallhöhe {\displaystyle h} zu:
{\displaystyle t(h)={\sqrt {\frac {2h}{g}}}}
{\displaystyle v(h)={\sqrt {2gh}}}
In sehr guter Näherung gilt dies auf der Erde, wobei der Auftrieb, die Luftreibung, die Zunahme der Gravitationskraft bei Annäherung an die Erde und die Corioliskraft als Folge der Erdrotation vernachlässigt werden. Die Fallbeschleunigung beträgt in Deutschland etwa {\displaystyle 9{,}81\ \mathrm {m/s^{2}} } (siehe Normalschwereformel).
Ein Sprung vom 5-m-Brett im Schwimmbad dauert demnach rund eine Sekunde und es wird eine Geschwindigkeit von etwa 10 m/s (gleich 36 km/h) erreicht. Aus einem Meter Höhe werden 16 km/h erreicht, aus drei Metern 28 km/h.  Im Fallturm von gut 100 m nutzbarer Höhe werden Freie-Fall-Zeiten von über 4,5 Sekunden Dauer mit Aufprallgeschwindigkeiten von knapp 160 km/h erreicht. Schießt man darin den Probekörper mit einem Katapult zunächst mit dieser Geschwindigkeit nach oben, verdoppelt sich die Zeit der Schwerelosigkeit auf über 9 Sekunden.

## Fall gegen Widerstandskraft
Der freie Fall ist beim Fall von Körpern in Luft oder einem noch zäheren Medium (wie etwa Wasser oder Honig) höchstens näherungsweise erreichbar. Eine Daunenfeder fällt schon nach fünf Zentimetern mit freiem Auge wahrnehmbar langsamer als ein Steinchen. Ein Löffel sinkt langsamer in Honig ein als ins Wasser eines Schwimmbeckens. Je nach Dichte der umgebenden Luft erreicht ein Fallschirmspringer auch ohne geöffneten Schirm nur ein Maximaltempo von grob 200 km/h oder in hohen, entsprechend dünnen Atmosphärenschichten, etwa Schallgeschwindigkeit.
Kleinere Staubteilchen in Luft oder feinere Sandkörnchen in Wasser sinken langsamer ab als jeweils größere, ihre Sedimentationsgeschwindigkeit hängt von diversen Eigenschaften der Teilchen und des Fluids ab.